# Base Naval de Lisboa
La Base Naval de Lisboa (BNL) es la mayor base naval de Portugal, sede de la Marina Portuguesa y de la mayoría de su flota. Las primeras instalaciones se comenzaron a construir a partir de 1924, y en 1958 se estableció oficialmente la BNL como tal. La base está bañada por las aguas del mar de la Paja, en el margen sur del Tajo, particularmente en el municipio de Almada que está frente a la ciudad de Lisboa. Se asienta sobre los antiguos terrenos de la Quinta Real do Alfeite, y por ello es igualmente conocida como Base de Alfeite.

## Historia
La Base Naval de Lisboa fue establecida oficialmente por Decreto N.º 41989 del 3 de diciembre de 1958, con el objetivo de apoyar, desde el punto de vista logístico, las unidades navales con base en el Puerto de Lisboa y realizar funciones de la entonces extinta Intendencia de la Marina de Alfeite, que incluía el mantenimiento de todas las instalaciones de la Marina en Alfeite que no estaban bajo la responsabilidad de otras entidades. El BNL constituía una unidad de la Armada, cuyo comandante, un contralmirante, dependía directamente del Jefe de Estado Mayor de la Armada.
El estuario del Tajo ha sido siempre la base principal de la Armada portuguesa desde su fundación en el siglo XII. Esto es debido tanto por la importancia de la ciudad como por las excelentes condiciones portuarias naturales que ofrece el enorme estuario. Durante el período de la expansión marítima portuguesa (s. XV y XVI), Lisboa y el Tajo se convirtieron, además de puerto comercial, en la base naval más grande del mundo, constituyendo el punto de partida de Vasco da Gama para el descubrimiento de la ruta marítima a la India.
Tras la Revolución del 5 de octubre de 1910, el nuevo Estado republicano confisca los bienes de la casa real, entre ellos la Quinta de Alfeite, y ya entonces se plantea la instalación ahí de la Escola Naval. A partir de 1918, se convierte en la base para albergar el Arsenal de Marinha.
Hasta la Primera Guerra Mundial, en realidad, no había una sola base naval, sino una serie de pequeñas bases y otras instalaciones ubicadas en varios puntos de las dos orillas del Tajo. Entre otros, a principios del siglo XX, estaban el Arsenal de la Armada de Lisboa y el Muelle de la Armada cerca de Terreiro do Paço, la Estación Sumergible en el Muelle de Belém, el Centro de Aviación Naval de Lisboa en el muelle de Bom Sucesso, la Base de la Flotilla Ligera en Vila Franca de Xira, Base Torpedo en Vale de Zebro y Cuartel del Cuerpo de Marines en Alcântara. Extraoficialmente, todas estas instalaciones navales fueron denominadas ocasionalmente «Base Naval de Lisboa».

## Galería

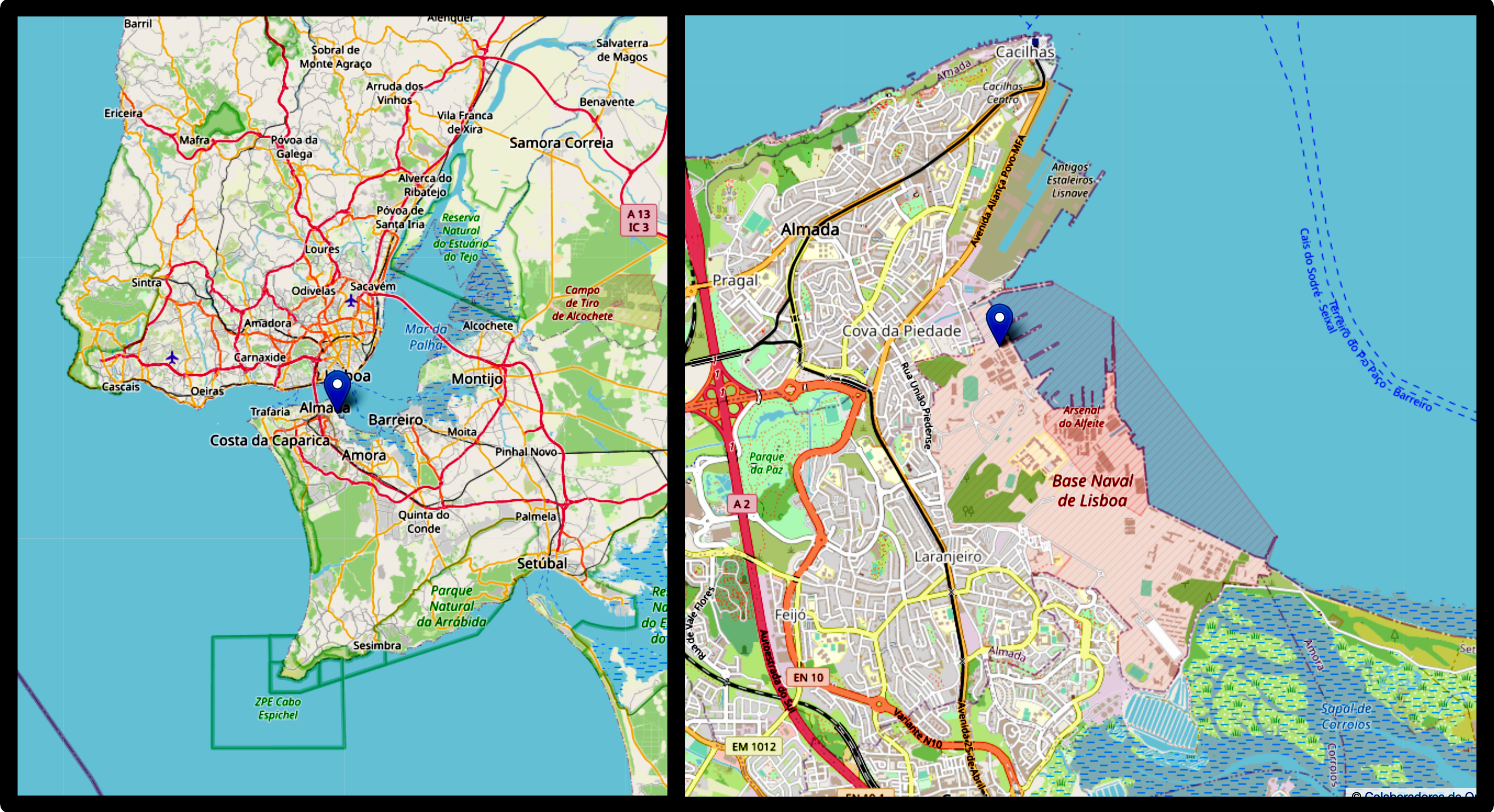
Ubicación de la BNL
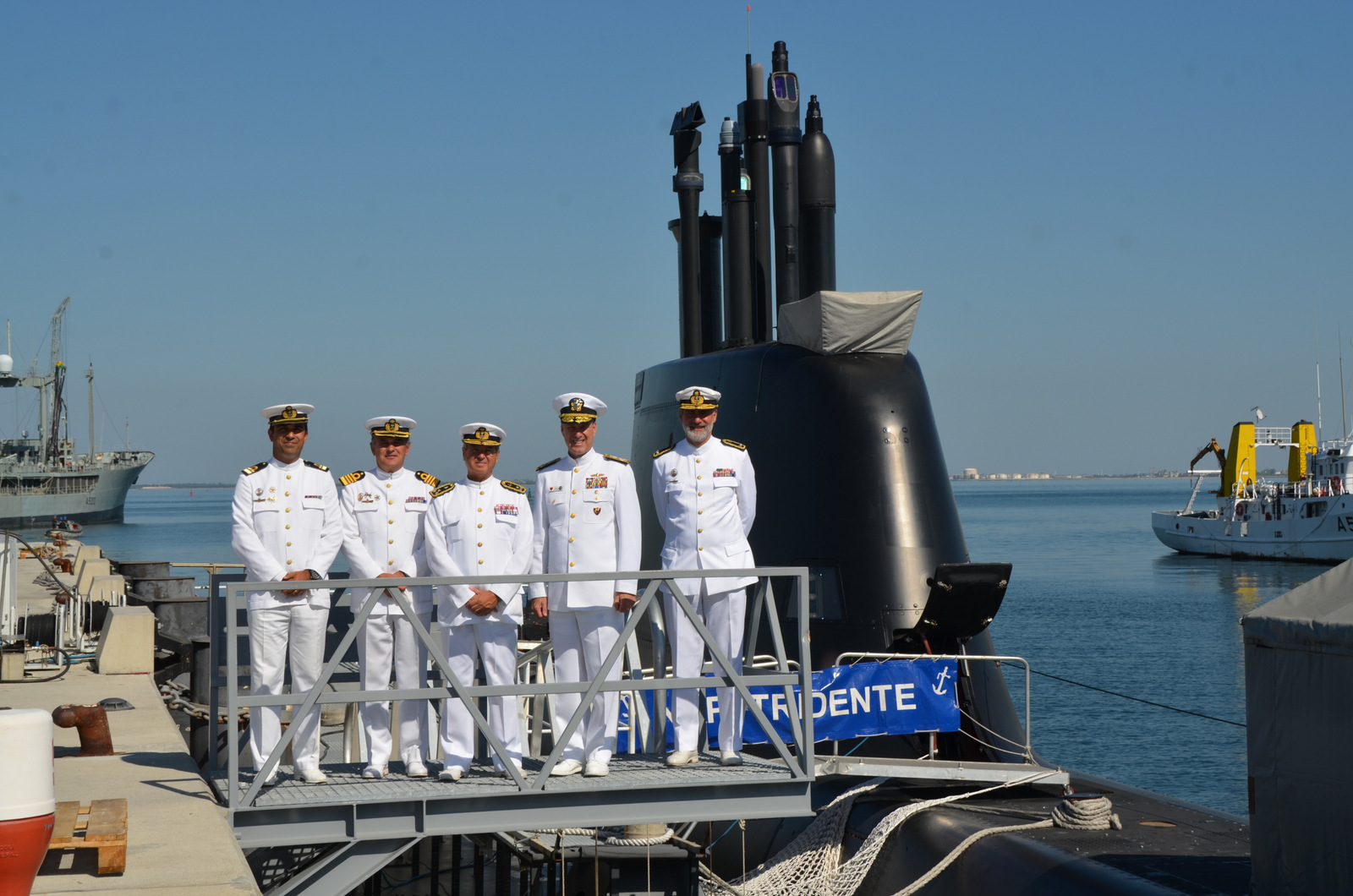
El Almirante Mark Ferguson (2º desde la dcha) de la Marina de los Estados Unidos visita el BNL en 2015
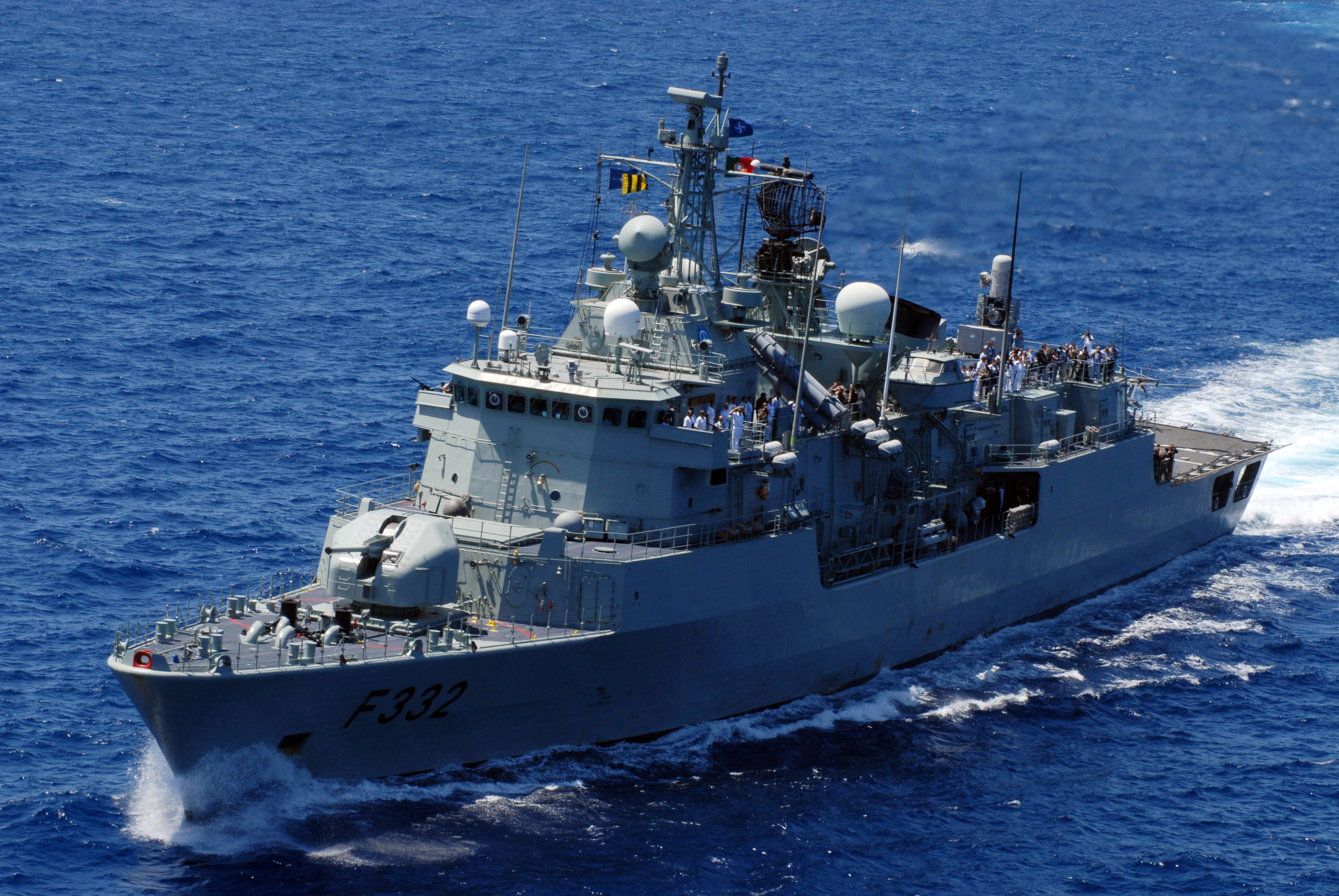
NRP Corte Real (F332) de la clase Vasco da Gama